# Ulstrup
Ulstrup – miasto w Danii, w regionie Zelandia, w gminie Kalundborg.